# Victor Penalber
Victor Penalber (Rio de Janeiro, 22 maggio 1990) è un judoka brasiliano.
Nel 2016 ha partecipato ai Giochi olimpici di Rio de Janeiro vincendo al secondo turno per ippon contro il rappresentante del Mozambico Marlon Acácio venendo però eliminato agli ottavi da Sergiu Toma.

## Palmarès
- Mondiali

Astana 2015: bronzo negli 81kg;
Budapest 2017: argento nella gara a squadre.
- Giochi panamericani

Guadalajara 2011: bronzo negli 81kg.
- Campionati panamericani

Miami 2008: oro negli 81kg;
Montreal 2013: oro negli 81kg;
Guayaquil 2014: oro negli 81kg;
Edmonton 2015: oro negli 81kg;
Havana 2016: bronzo negli 81kg.
- Universiade

Shenzhen 2011: bronzo  negli 81kg;

### Vittorie nel circuito IJF
| Data             | Località       | Paese               | Categoria |
| ---------------- | -------------- | ------------------- | --------- |
| 10 giugno 2012   | Rio de Janeiro | Brasile             | Gran Slam |
| 12 ottobre 2012  | Dubai          | Emirati Arabi Uniti | Gran Slam |
| 25 novembre 2013 | Qingdao        | Cina                | Gran Prix |
| 13 luglio 2014   | Tjumen'        | Russia              | Gran Slam |
| 1 aprile 2017    | Tbilisi        | Georgia             | Gran Prix |